# 米德韋 (阿肯色州傑佛遜縣)
米德韋（英語：Midway）是位於美國阿肯色州傑佛遜縣的一個非建制地區。該地的面積和人口皆未知。

## 地理
米德韋的座標為34°17′49″N 92°11′21″W / 34.29694°N 92.18917°W，而該地的平均海拔高度為103米（即338英尺）。